# Agoseris agrestis
Agoseris agrestis là một loài thực vật có hoa trong họ Cúc. Loài này được Osterh. mô tả khoa học đầu tiên năm 1901.